# Адам з Фермо
Адам з Фермо (Фермо, регіон Марке, Італія — 1210, монастир Святої Сабіни, Італія) — середньовічний італійський святий, монах пустельник, походив з міста Фермо в Італії, поблизу узбережжя Адріатичного моря. На околицях Фермо, на схилах гори Віссіано, в печері, Адам розпочав суворе аскетичне життя молитви. Приваблюючи багато послідовників, він був запрошений приєднатися до чернечого ордену бенедиктинців і вступив у монастир Сан-Сабіне. В монастирі він продовжив своє молитовне життя та сувору самодисципліну. Його взірцеве життя було причиною обрання на становище настоятеля монастиря.
Католицька церква вшановує його пам'ять 16 травня.